# Artemisia tridentata
Espèce
Répartition géographique
Classification phylogénétique
Artemisia tridentata, l'Armoise tridentée, est une espèce de plantes à fleurs de la famille des Asteraceae. Cet arbrisseau gris-argenté robuste, à fleurs jaunes, est typique de l'Amérique du Nord où il est désigné par le nom vernaculaire anglophone de « big sagebrush » (littéralement : Grande sauge buissonnante).
Certains botanistes la désignent par un genre distinct : Seriphidium, comme S. tridentatum (Nutt). W. A. Weber, mais la majorité des taxonomistes l'implante dans le genre Artemisia.

## Description
Les feuilles de cette armoise sont en forme de coin de 1-4 cm de long et de 0,3-1 cm de large et sont rattachées à la branche par un pétiole étroit. Elles sont généralement divisées en trois lobes (bien que les feuilles divisées par deux ou quatre lobes soient assez communes). Cette caractéristique lui vaut le nom scientifique « tridentata ». Ces feuilles sont couvertes de poils argentés afin de conserver la fraîcheur et de minimiser la perte d'eau. Elles dégagent une forte fragrance âcre, spécialement lorsqu'elles sont humidifiées. Il semble que cette odeur ainsi que l'amertume de ses feuilles soient une stratégie afin de décourager les herbivores de la brouter.
La floraison estivale est jaune et se développe en groupes longs et fins.

## Répartition
L'armoise à trois dents se développe dans les sections arides des États-Unis occidentaux. Elle constitue une caractéristique importante de la végétation primaire des vastes régions désertiques du Grand Bassin aux États-Unis. Le long des fleuves ou dans d'autres zones plus humides, cette armoise peut s'allonger jusqu'à atteindre la hauteur de 3 m (10 pieds), mais sa taille se situe plus généralement autour de 1 ou 2 m.

## Sous-espèces
- Artemisia tridentata subsp. parishii (A. Gray) H. M. Hall & Clem. (Syn. A. parishii (A. Gray), A. tridentata var. parishii (A. Gray) Jeps.)
- Artemisia tridentata subsp. tridentata
- Artemisia tridentata subsp. vaseyana (Rydb.) Beetle (Syn. A. tridentata var. vaseyana (Rydb.) B. Boivin, A. vaseyana Rydb.)
- Artemisia tridentata subsp. wyomingensis Beetle & A. L. Young (Syn. A. tridentata var. wyomingensis (Beetle & A. L. Young) S. L. Welsh)
- Artemisia tridentata subsp. xericensis Winward ex Rosentreter & R. G. Kelsey